# Rivière Saseginaga
La rivière Saseginaga coule dans la partie nord-ouest de la zec de Kipawa, dans le territoire non organisé de Les Lacs-du-Témiscamingue, dans la municipalité régionale de comté (MRC) de Témiscamingue, dans la région administrative de Abitibi-Témiscamingue, au Québec, au Canada.
La rivière Saseginaga est un affluent du lac Ostaboningue lequel constitue le principal lac de tête de la rivière Ostaboningue. Cette dernière se déverse dans le lac Hunter’s Point lequel est traversé à son tour vers le sud-ouest par le courant de la rivière Audoin. Cette dernière rejoint le Lac Kipawa lequel est traversé par la rivière Kipawa. Cette dernière se déverse dans la rivière des Outaouais.
La rivière Saseginaga coule entièrement en territoire forestier. La foresterie constitue la principale activité économique de se bassin versant ; la seconde étant les activités récréotouristiques. La surface de la rivière est habituellement gelée de la mi-décembre à la mi-avril.

## Géographie

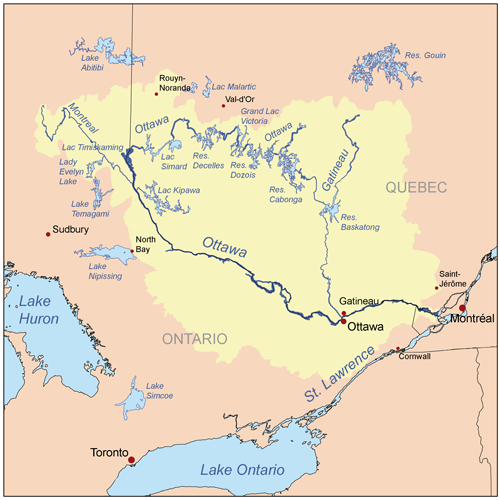
Bassin hydrographique de la rivière des Outaouais.

Les bassins versants voisins de la rivière Ostoboningue sont :
- côté nord : rivière Cerise, rivière aux Sables, rivière Marécageuse ;
- côté est : ruisseau Sossmill ;
- côté sud : Lac Ostaboningue, Lac Audoin, Lac Kipawa, Lac Hunter, rivière Kipawa, lac Saseginaga ;
- côté ouest : Lac Ostaboningue, Lac Kipawa, rivière des Lacs, rivière des Outaouais.

Au cœur de la Zec de Kipawa, le lac Saseginaga qui constitue le lac de tête de la rivière Saseginaga, comporte trois grandes îles et plusieurs petites îles. Il comporte plusieurs baies. Son embouchure est située dans la partie nord du lac.
À partir de l'embouchure du lac Saseginaga, la rivière Saseginaga coule sur 31,6 km selon les segments suivants :
Partie supérieure (segment de 7,9 km)
- 0,9 km vers le nord-est, jusqu'au fond d'une baie de la rive sud-est du lac Écarté (longueur : 340 km en forme de boomerang ouvert vers l'Est ; altitude : 6,3 km) ;
- 4,2 km vers le nord-ouest, en traversant le lac Écarté jusqu’à son embouchure situé sur la rive ouest ;
- 1,1 km vers le nord-ouest en traversant deux zones de rapides, jusqu’à l'embouchure du Lac North que le courant traverse sur 0,8 km ;
- 1,7 km vers le nord-ouest, jusqu’à l'embouchure du Lac B.-L. que le courant traverse sur 1,3 km.

Partie inférieure (segment de 23,7 km)
À partir de l'embouchure du lac B.-L., la rivière Saseginaga coule sur :
- 4,6 km, en recueillant les eaux de la décharge du lac Jeanne (venant du sud), jusqu'au lac des Cinq Milles ;
- 8,0 km vers le sud-ouest, en traversant le lac des Cinq Milles sur sa pleine longueur ;
- 0,6 km vers le sud-ouest, jusqu’à la décharge (venant du sud-est) des lacs Socket et lac de la Tête de Chevreuil ;
- 0,6 km vers le sud-ouest, jusqu’à la décharge (venant du sud) du lac Millaire ;
- 10,0 km vers le sud-ouest, jusqu'à sa confluence, soit la rive est du lac Ostaboningue (altitude : 278 m)[2].

La rivière Saseginaga se décharge au fond de la baie Anicinabe Ecitacikewapan sur la rive est du lac Ostaboningue. Les segments inférieurs de la rivière Saseginaga et de la rivière Cerise coulent en serpentin pour se rapprocher progressivement jusqu’à leur confluence respective qui sont séparées par une simple bande de terre s’avançant dans la baie.
Cette confluence de la rivière Saseginaga est située dans le territoire non organisé de Les Lacs-du-Témiscamingue, à 48,9 km à l'est du centre du village de Ville-Marie, à 37,2 km à l'est du centre du village de Béarn et à 42,5 km à l'est de la confluence de la rivière Kipawa.

## Toponymie
Le toponyme rivière Saseginaga a été officialisé le 4 juin 1981 à la Commission de toponymie du Québec.